# Pfarrkirche Breitenbach am Inn

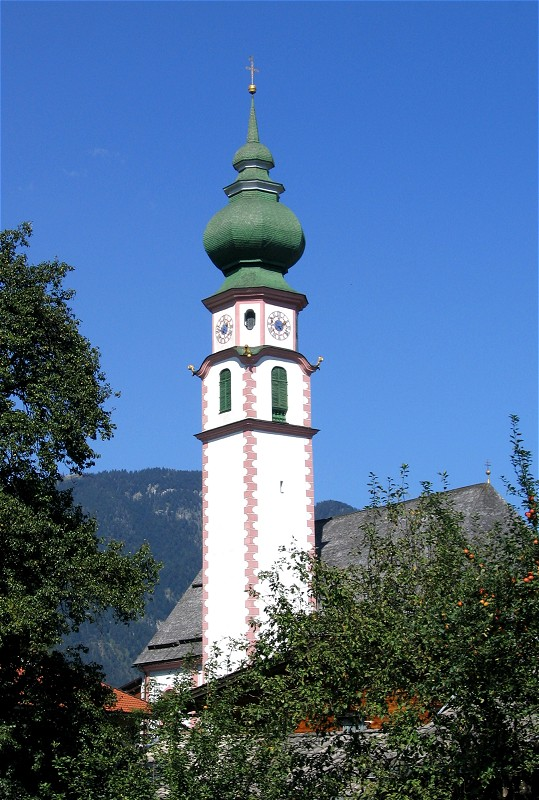
Pfarrkirche hl. Petrus (2006)

Die Pfarrkirche hl. Petrus ist eine römisch-katholische Kirche in der Gemeinde Breitenbach am Inn im Bezirk Kufstein in Tirol. Die dem heiligen Petrus geweihte Kirche gehört zur Erzdiözese Salzburg. Die Pfarrkirche steht unter Denkmalschutz.

## Geschichte
Der barocke Kirchenbau mit mittelalterlichen Mauerresten hat einen Südturm und ist von einem Friedhof umgeben. Die Kirche wird 1157 als Praytenpach als Gründung des Kollegiatstifts St. Andreas in Freising ersturkundlich genannt. Von 1737 bis 1739 wurde die Kirche von Georg Hueber neu erbaut. Von 1794 bis 1798 wurde der mittelalterliche Turm von Johann und Michael Hueber erhöht und barockisiert. Im Jahre 1972 wurde eine Außenrestaurierung durchgeführt.

## Architektur
Der schlichte Kirchenbau mit Langhaus und Chor ist mit Lisenen gegliedert. An der nördlichen Langhauswand ist ein spätgotisches gekehltes Spitzbogenportal aus dem Ende des 15. Jahrhunderts.
Der Kirchturm ist in den unteren Geschoßen mittelalterlich. Das durch ein Gesims abgesetzte Glockengeschoß hat rundbogige barocke Schallöffnungen und darüber ein achteckiges Geschoß mit einem Zwiebelhelm. Westlich des Turmes ist eine zweijochige barocke Aufbahrungshalle mit einem Kreuzgratgewölbe auf Pfeilern angebaut, östlich eine zweigeschoßige Sakristei. Ein Dreieckgiebel mit Hauptgesims betont die Westfassade. Das korbbogige Westportal aus Marmor mit Volutenkeilstein erhielt 1954 vom Maler Wolfram Köberl eine illusionistische Rahmung.

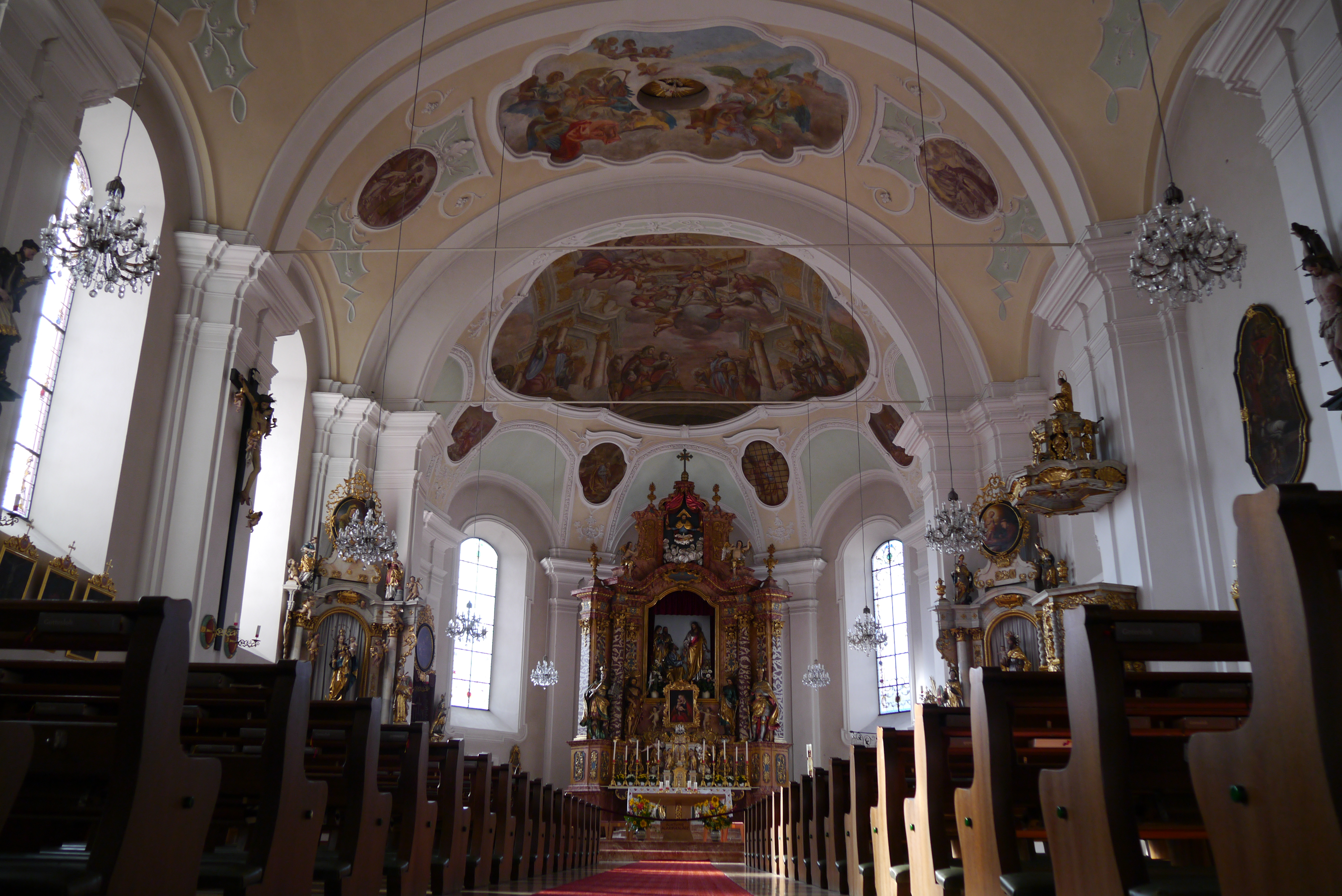
Innenansicht, Blick zum Chor

Das breite vierjochige Langhaus wird durch Tonnengewölbe überspannt, die jeweils zu den Pfeilern und Gurten verschliffen wurden, wodurch jedes Joch als Raumeinheit wirkt. Die Wandpfeiler haben Doppelpilaster mit verkröpften Gebälkstücken und Doppelgurten. Die Westempore steht auf Marmorsäulen. Hinter dem rundbogigen Triumphbogen befindet sich ein mit dem Langhaus gleich breiter Chor mit einem Halbkreis als Chorschluss. Das Chorgewölbe hat trapezförmige Stichkappen. Es gibt eine südliche Chorempore.
Die Stuckrahmung der Deckengemälde im Chor entstand vor 1740. Die Stuckrahmung im Langhaus schuf 1958 der Stuckateur Rudolf Haas. Die Deckengemälde im Chor zeigen die Glorie des hl. Petrus und Szenen aus seinem Leben, gemalt um 1740. Die Fresken Musizierende Engel, Skapulierspende Mariens, Engelsturz und Heiliger mit Skapulier im Langhaus malte 1905 Franz Fuchs.

## Orgel

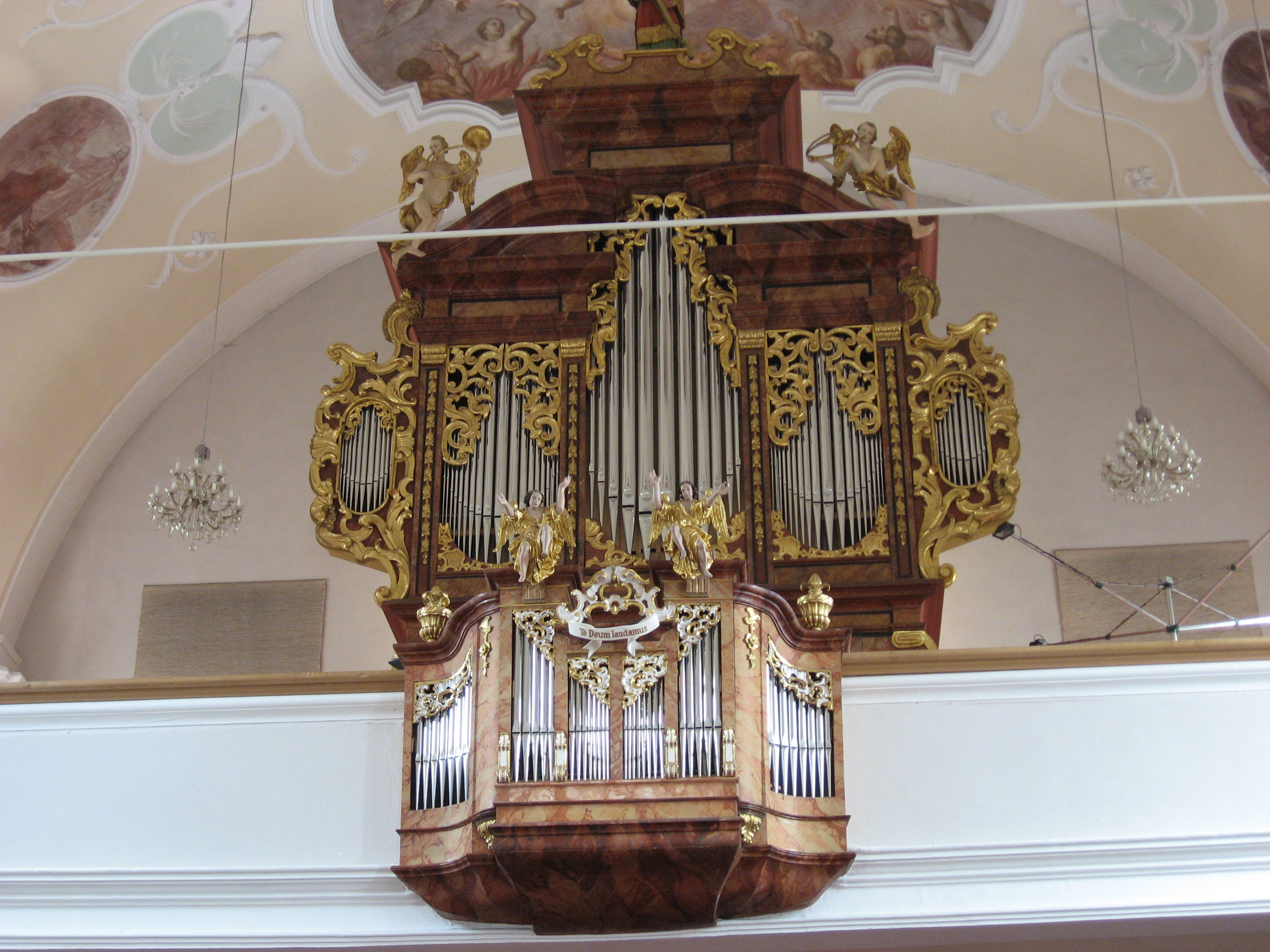
Erler-Orgel Kirchenraum-Ansicht

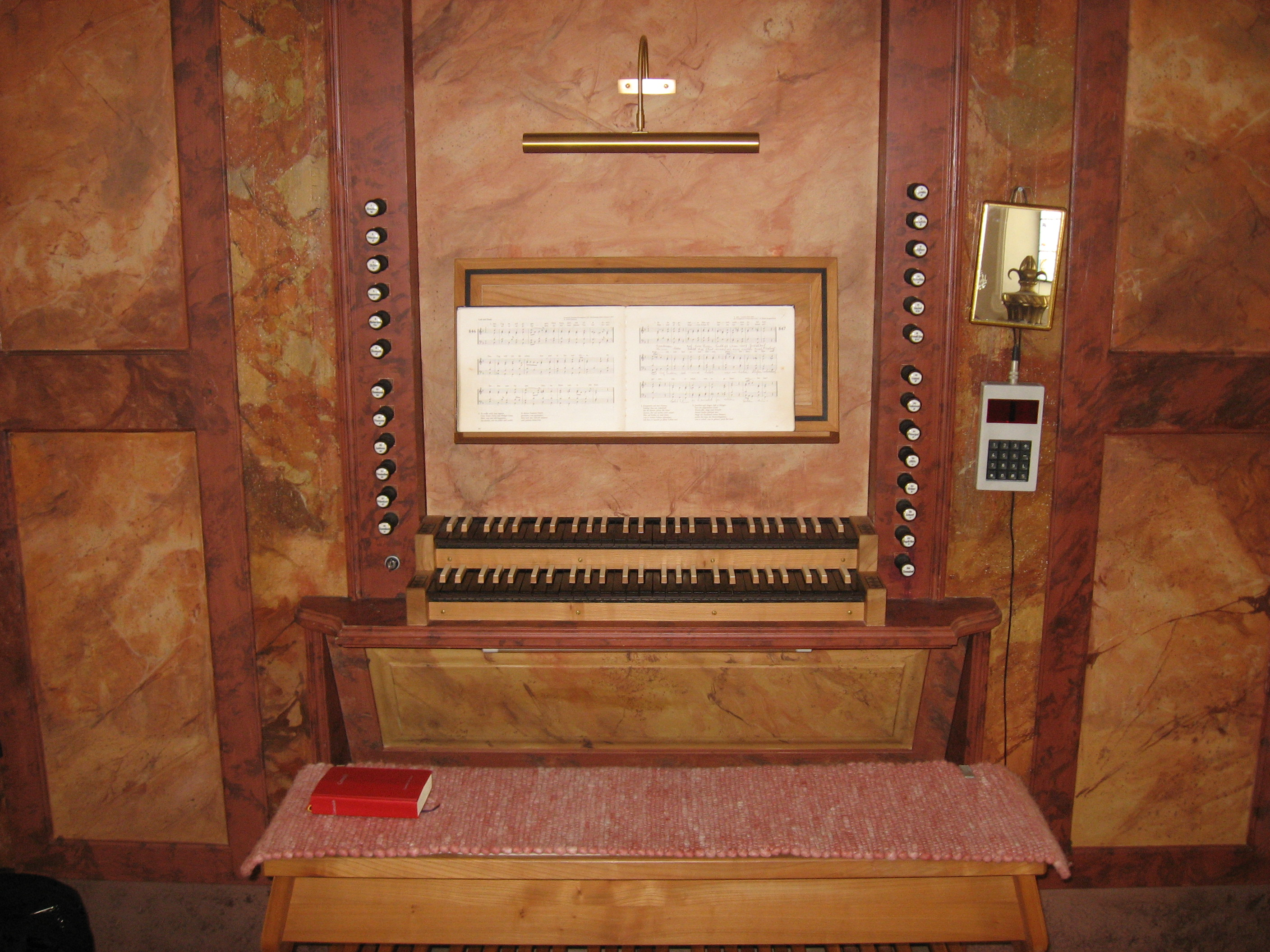
Erler-Orgel Spielanlage

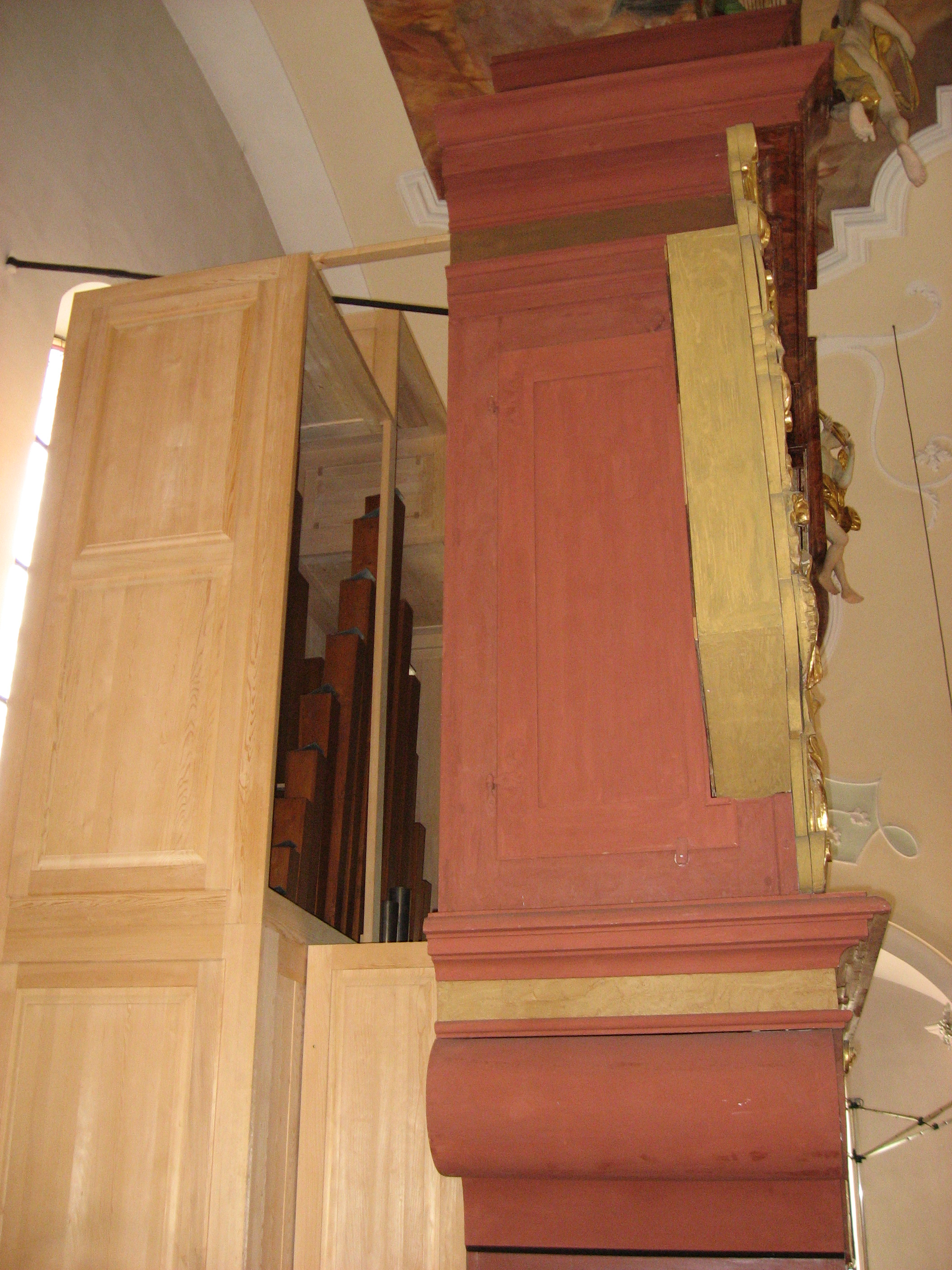
Erler-Orgel Seiten-Ansicht mit Pedal-Gehäuse

Die Orgel wurde 2004 von Orgelbaumeister Christian Erler aus Schlitters in vorhandene Gehäuseteile unter Einbezug historischen Pfeifenmaterials erbaut.
Das Pedalwerk ist in einem neuen Gehäuse hinter dem Hauptwerk untergebracht. Das historische Orgelgehäuse (1742) stammt von Joseph Balthasar Humpl, „orgl macher zu Meran“ und das Rückpositivgehäuse (1798) von Andreas Mauracher aus Kapfing (Gemeinde Fügen). Spiel- und Registertraktur sind mechanisch ausgeführt.

| I Rückpositiv C–g3               |       |
| Coppel                           | 8′    |
| Salicional                       | 8′    |
| Principal                        | 4′    |
| Flöte                            | 4′    |
| Octav                            | 2′    |
| Scharff III                      | 1′    |
| Quint (Vorabzug Scharff ab c°) 0 | 1 ⁄3′ |
| Fagott-Oboe                      | 8′    |
| Tremulant                        |       |

| II Hauptwerk C–g3     |        |
| Bordun                | 16′    |
| Principal             | 08′    |
| Holzflöte             | 08′    |
| Gamba                 | 08′    |
| Piffaro (ab a°)       | 08′    |
| Octav                 | 04′    |
| Rohrflöte             | 04′    |
| Quint                 | 02 ⁄3′ |
| Superoctav            | 02′    |
| Cornett III (ab g°) 0 | 02 ⁄3′ |
| Mixtur IV             | 01 ⁄3′ |
| Trompete              | 08′    |

| Pedal C–f1      |     |
| Principalbass 0 | 16′ |
| Subbass         | 16′ |
| Octavbass       | 08′ |
| Choralbass      | 04′ |
| Bombarde        | 16′ |
| Posaune         | 08′ |

- Koppeln: I/II, I/P, II/P
- Stimmung: G. A. Sorge (1764)